# Veronica truncatula
Veronica truncatula är en grobladsväxtart som beskrevs av John William Colenso. Veronica truncatula ingår i släktet veronikor, och familjen grobladsväxter. Inga underarter finns listade i Catalogue of Life.